# Rostrenen
Rostrenen é uma comuna francesa na região administrativa da Bretanha, no departamento Côtes-d'Armor. Estende-se por uma área de 32,14 km². Em 2010 a comuna tinha 3 398 habitantes (densidade: 105,7 hab./km²).